# Ermita de Sant Sebastià (la Vilavella)

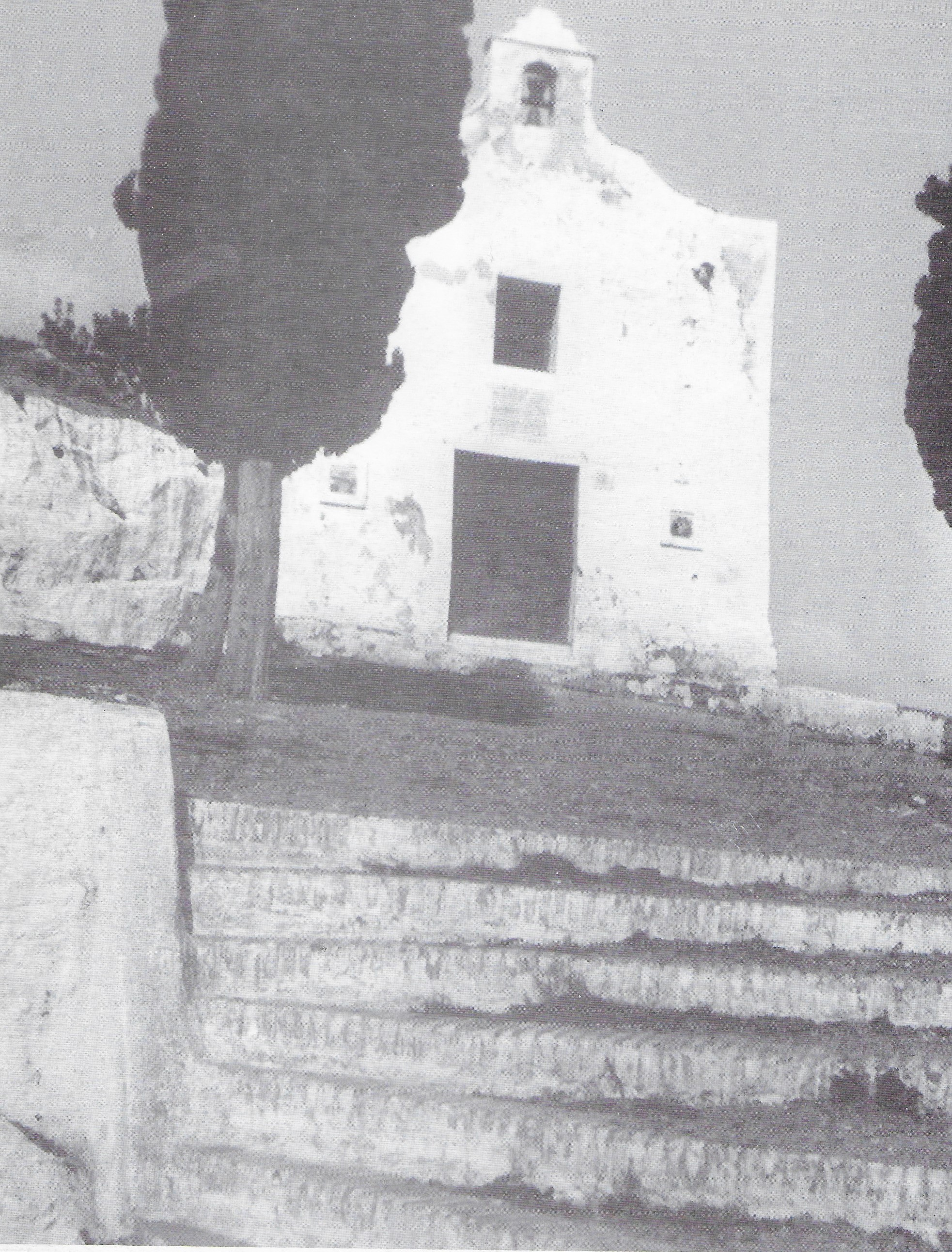

L'ermita de Sant Sebastià, és un lloc de culte catòlic, situat a prop del nucli urbà de la Vilavella, a la comarca de la Plana Baixa, a l’inici de la Serra d’Espadà, en la mateixa elevació que coronen les ruïnes de l’antic castell.
L'ermita, datada del segle XX (1934-1935), està catalogada, de forma genèrica, com a Bé de Rellevància Local segons la Disposició Addicional Cinquena de la Llei 5/2007, de 9 de febrer, de la Generalitat, de modificació de la Llei 4/1998, d'11 de juny, del Patrimoni Cultural Valencià (DOCV Núm. 5.449 / 13/02/2007), amb codi identificatiu: 12.06.136-003.

## Història
L'ermita original, que datava de finals del segle xvii, estava més amunt, al costat de la fortalesa. Este emplaçament es deu al fet que els cristians en els pobles conquerits ficaven en les seues ermites a la salvaguarda del castell degut a tota la mobilització militar existent. Es va tancar al culte a causa d'uns plets entre la Vilavella i la seva veïna Nules. Aquest tancament per al culte va suposar el deteriorament de l'ermita fins a arribar a quedar en ruïnes. Així, en 1750 aproximadament, es va tornar a construir al mateix lloc. En aquesta ermita, segons l’obra de Bernat Espinalt i García, es celebrava un mercat els dilluns. Durant els conflictes bèl·lics de les guerres de la Independència i carlines, l'ermita va tornar a quedar destrossada.
Amb ocasió d'haver regalat el Brigadier Manuel Ramírez el 15 de novembre de 1863 una relíquia i reliquiari de plata del màrtir va activar la voluntat de la reconstrucció. En un breu temps es va poder obrir al culte, exactament el 29 de desembre e 1864 qual la ve beneir el rector D. Agustín Gombau. El dia 26 d'este mateix més i any es va bautizar la campana, regal del Brigadier D. Manuel Ramírez, ficant-li per nom Margarita. Aquesta ermita se’ns mostra orientada al migdia, amb frontera que consta de porta d’accés ovalada i espadanya. Presenta una coberta de teula mora a dues vessants. Si confrontem les dues ermites observarem que guarden entre elles molts paral·lelismes, amb dues excepcions: la forma de la porta d’entrada (ara rectangular) i la finestra (corresponent al cor).
Ja en esta ermita, el dia de la festivitat del Sant puja el poble en processó portant la relíquia sagrada. Allí s'honra al Sant amb solemníssima funció religiosa i acabada esta, tornen al poble cantant l'himne de Sant Sebastià.
Es conserven fotografies de l’exterior d’aquesta capella, dinamitada cap a 1933, però, pel moment, solament una de l’interior, una targeta postal editada per Pasqual Zaragoza (l’Estanquer), impresa a Barcelona per Fototipia Thomas, envers 1926.
L'any 1932 l'ermita va ser dinamitada i destruïda perquè pogués avançar una pedrera que abastien de pedra els constructors del port de Borriana.
Segons el ‘‘Heraldo de Castellón’’: L'alcaldia de la Vilavella fa públic al ''Butlletí Oficial'' de hui el següent:
''El cronista de les obres del Port de Borriana, considerant imprescindible l'enderrocament de l'ermita de Sant Sebastià per a prosseguir extraient pedra de la pedrera del seu nom, ofereix a l'Ajuntament la permuta d'aquesta ermita ja inservible per haver-se ressentit de les immediates tremendes explosions, per una altra de nova que s'obliga a construir d'acord amb el projecte formulat per l'Arquitecte municipal senyor Luís Costa, en lloc proper a l'existent o on la designe la Corporació municipal. I en virtut d'acord d'aquesta data, s'obri informació pública, per termini de trenta dies, perquè tots els veïns i els qui s'hi creguen amb dret, puguen al·legar el que estimen convenient en pro o en contra de l'acceptació d'aquest oferiment, davant d'aquesta Alcaldia o presentant escrits de Secretaria''.
És per això que en 1934, els veïns de la Vilavella decideixen tornar a construir l'ermita però aquest cop en el seu actual emplaçament, que està més a prop del poble.

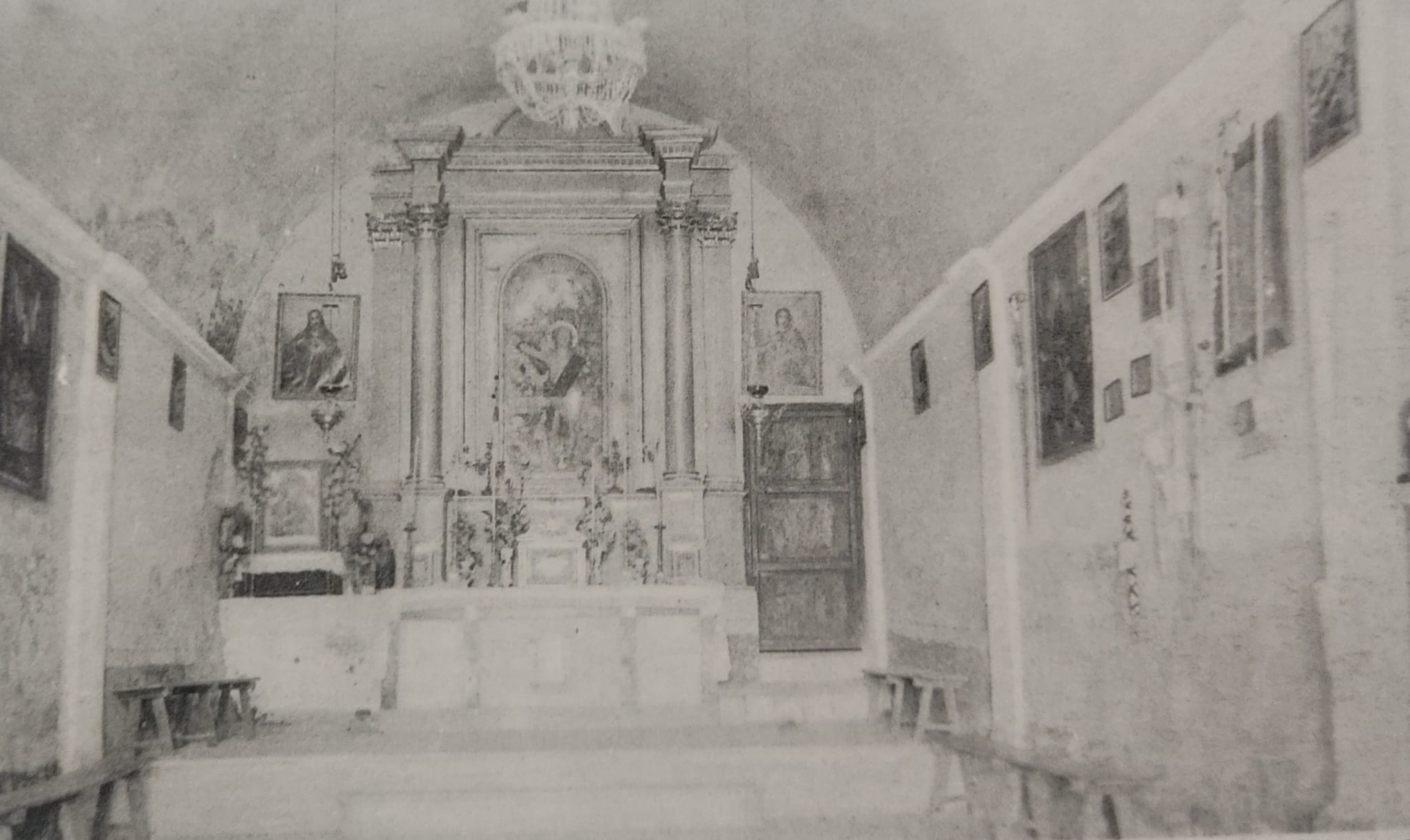

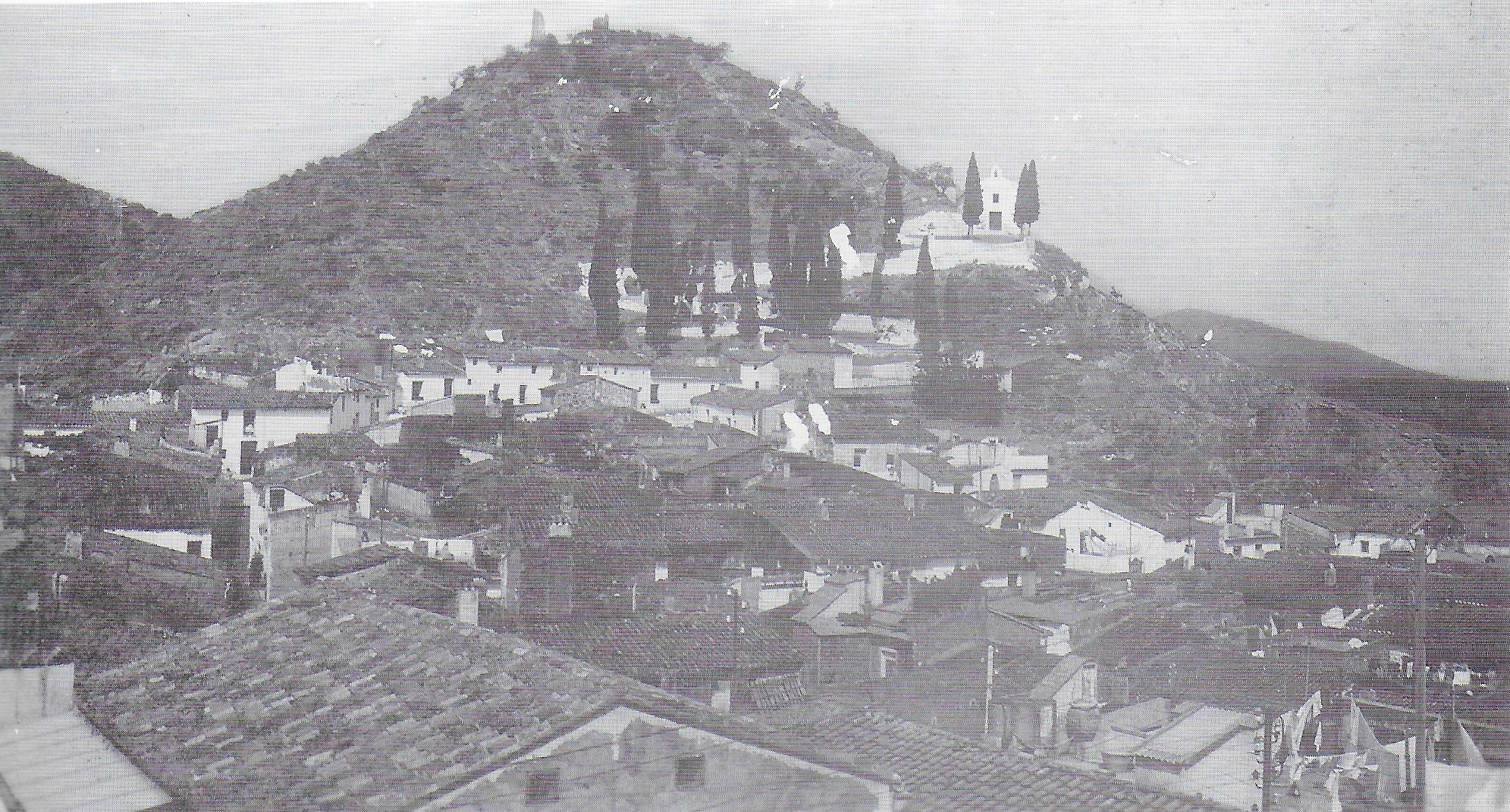

Era rector de la parròquia mossèn Pasqual Sorigó Vilaplana, i l’alcaldia era ostentada per Vicent Vicent Ballester de Robres.
Com que l’arxiu municipal fou cremat l’any 1936 molts detalls del bastiment de la nova ermita ens són desconeguts. Sí sabem, tanmateix, que la seua construcció va ser finançada, en bona part, per Benito Olidén, l’empresari que gestionava la pedrera. I que foren obrers de la seua companyia els que varen participar en la construcció.
Ens han arribat, també, dues instantànies de la pujada de l’ermita del sant patró, publicades al llibre Memòria Fotogràfica. I un interessant full mecanoscrit, d’autor anònim, que reprodueix les poètiques paraules pronunciades a l’eixida de la imatge de ca Vicentet de Robres, camí de l’ermita. El començament diu així:

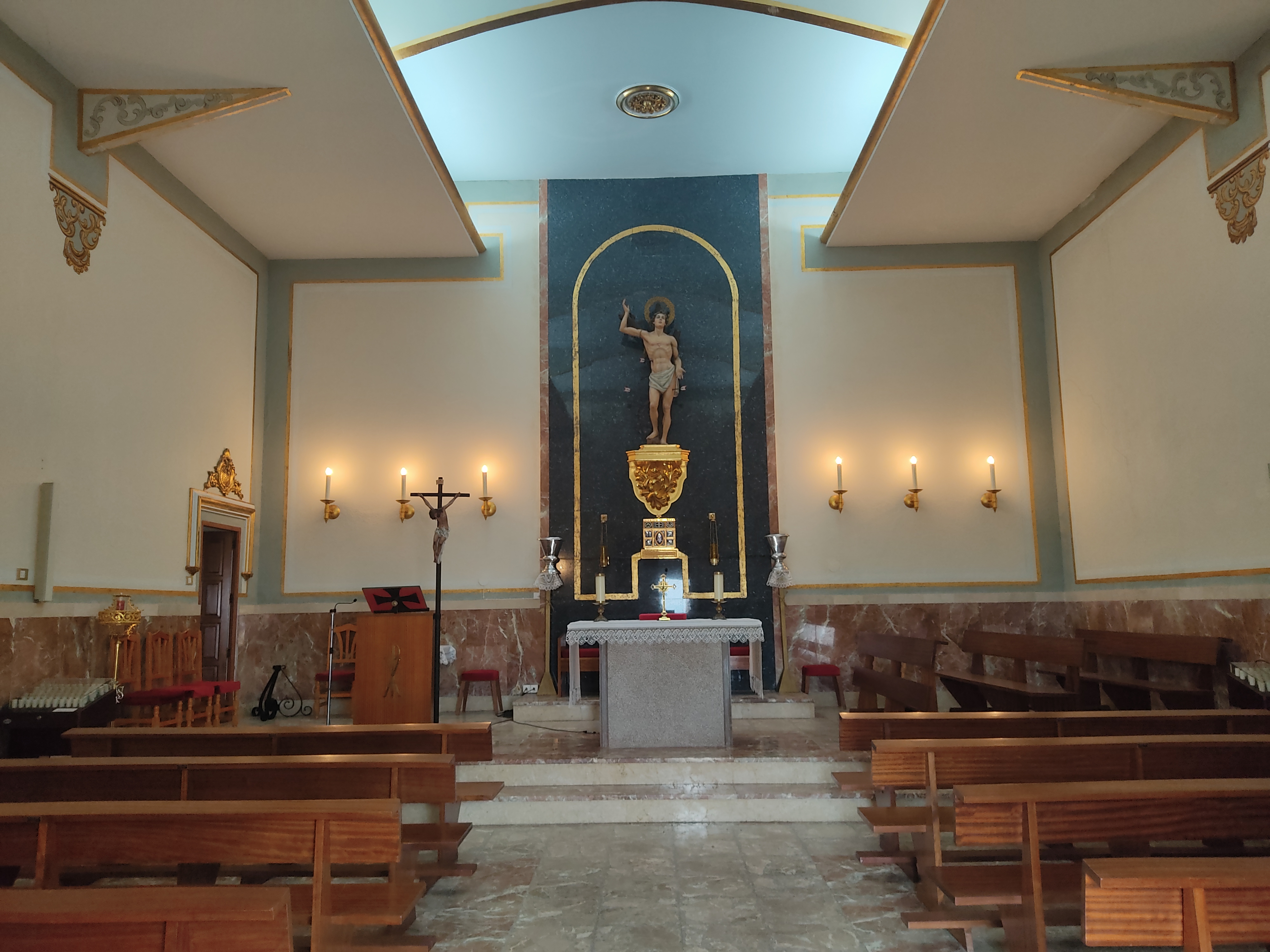

Hijos de la Villavieja: católicos todos;
Alegrémonos y regocijémonos en este día
Grande, inmenso y feliz; Día tan suspirado
y anhelado por todos; Día que merecerá
los honores de penetrar por la puerta
grande en el suntuoso alcázar de la
Historia de nuestro querido pueblo.
Queridos convecinos: Hermanos todos;
Hoy que las campanas parecen sonar más
Fuerte, ya que en vez de martillos son
impulsadas por corazones, Hoy que por
vez primera va a visitar su nueva morada
nuestro Patrono, el invicto soldado, el
glorioso mártir…
L’autoria de l’ermita va ser un incògnit durant molts anys, però el 15 de març de 2016, l’historiador de Xilxes Ferran Valls Planes va descobrir i compartir qui va ser l’arquitecte, Lluís Costa Serrano. La vida i obra de l’arquitecte Costa encara està per escriure. Tanmateix, podem apuntar que durant la II República exercia com arquitecte municipal de la Vilavella.
Sant Sebastià és el patró de la Vilavella, de manera que l'ermita és on es realitza els cultes solemnes durant les festes patronals d'aquesta localitat, que tenen lloc després de la tradicional romeria que surt des dels carrers del nucli urbà.

## Descripció
L’ermita es va projectar en un estil que podríem denominar neobarroc, d’una sola nau dedicat al seu patró. L’interior va ser radicalment alterant durant la reforma inaugurada el 20 de gener de 1974. Es va construir una sagristia, altar nou i s'hi va suprimir el cor.

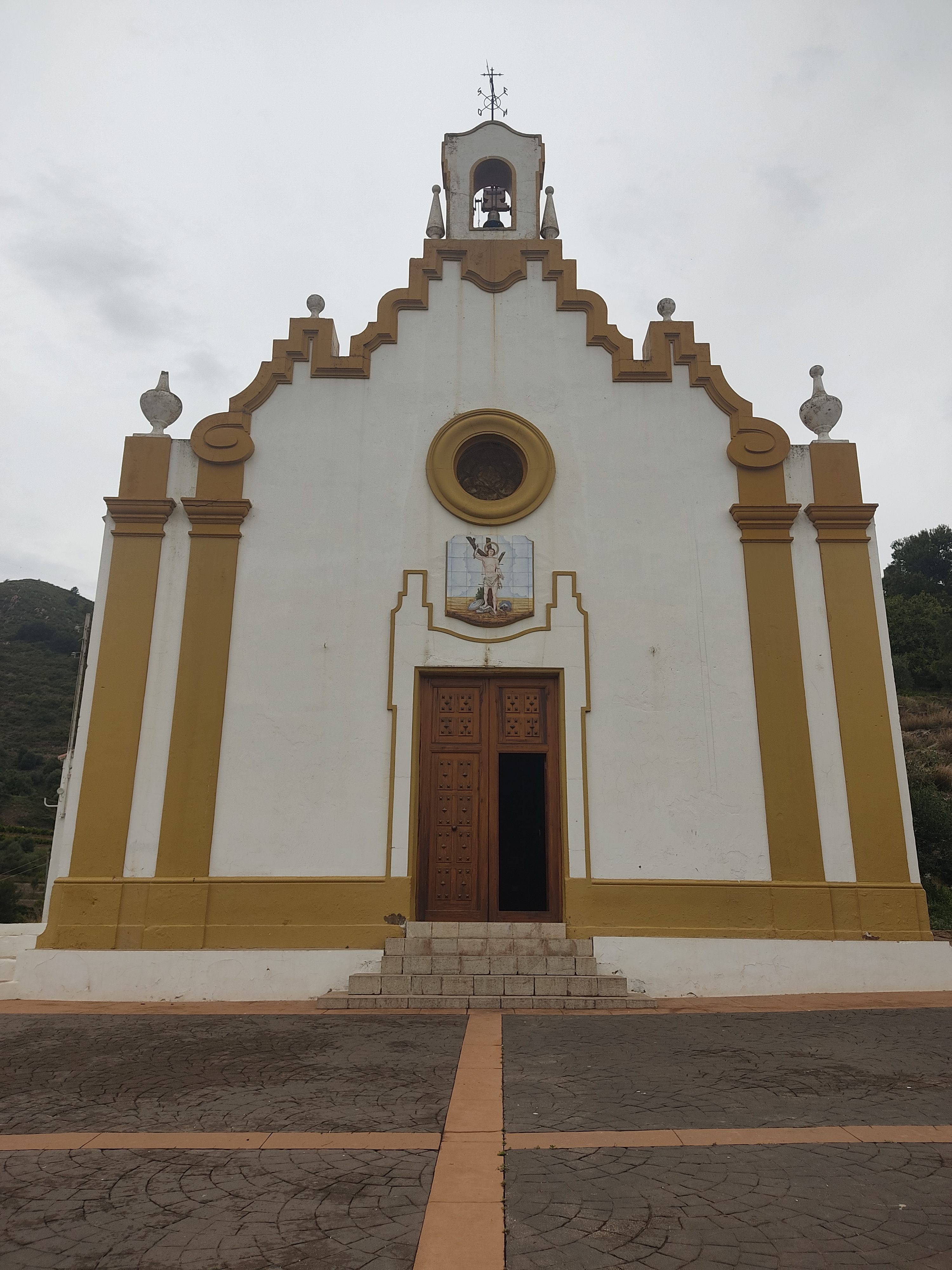

El temple es presenta amb parets blanques i detalls ressaltats en color ocre a la façana. També compta amb un gran òcul rodó, i està rematada amb una cornisa mixtilínia adornada amb gerros i sobre la qual s'alça una espadanya, també d’estil mixtilini amb arc de mig punt. Als laterals està decorada amb unes motllures, i està rematada per una creu amb panell. L’espadanya compta amb un buit per a una sola campana.

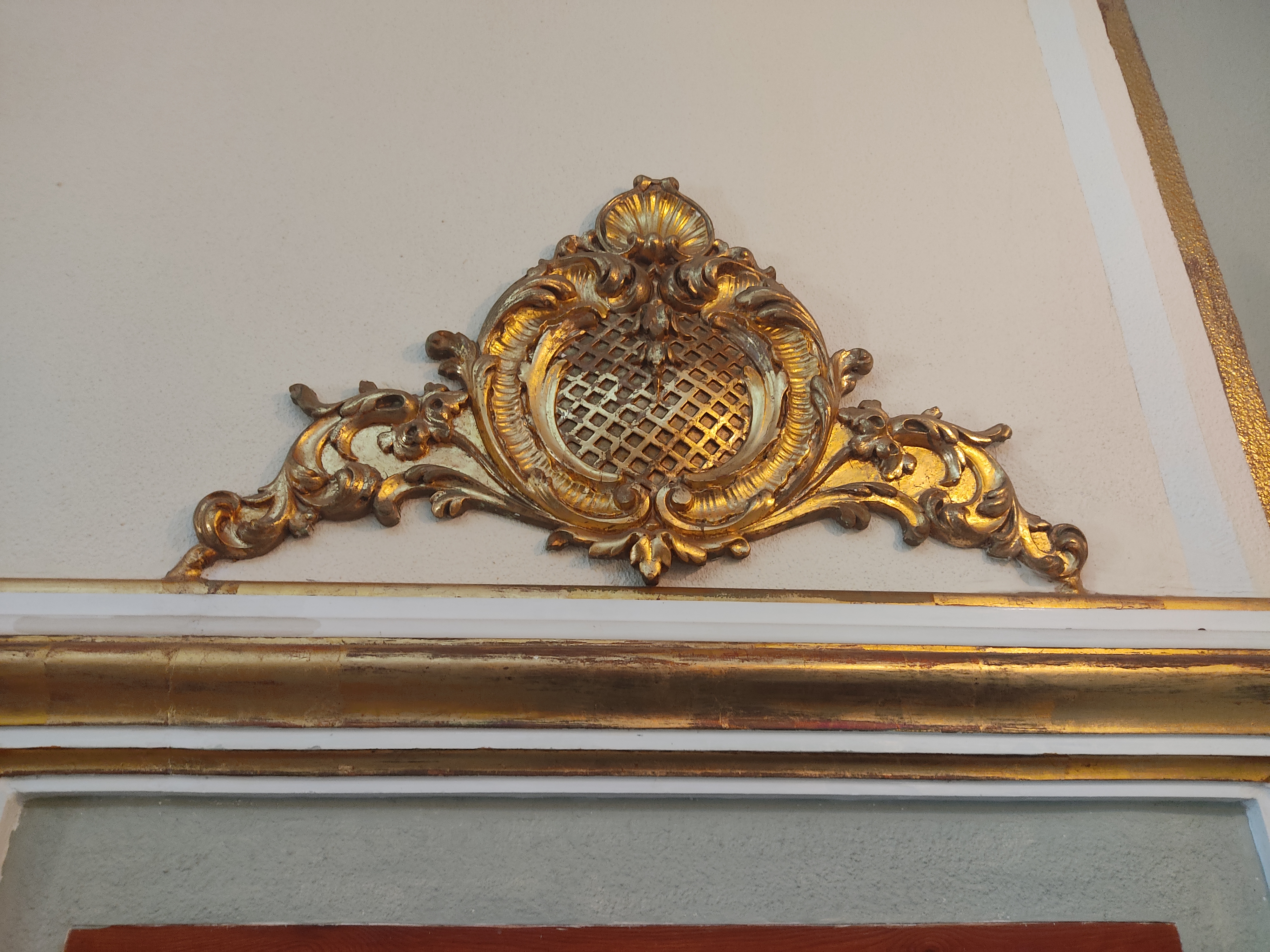

Per accedir al centre cal pujar una curta escalinata de pedra, i la porta principal està adovellada i presenta dues fulles de fusta.
La campaneta original estava instal·lada amb truja de ferro de Manclús i mecanitzada amb motor de vol continu; amb cable de seguretat del batall que passava per un forat d'un tret que presentava la campana al mig, la qual cosa afectava la sonoritat del bronze. Per això quan es va realitzar la restauració de la campana entre desembre de 2015 i gener de 2016, la campaneta es va instal·lar amb truja de ferro, es va reposar el jou de fusta i va mecanitzar la campana amb un motor d'impulsos.

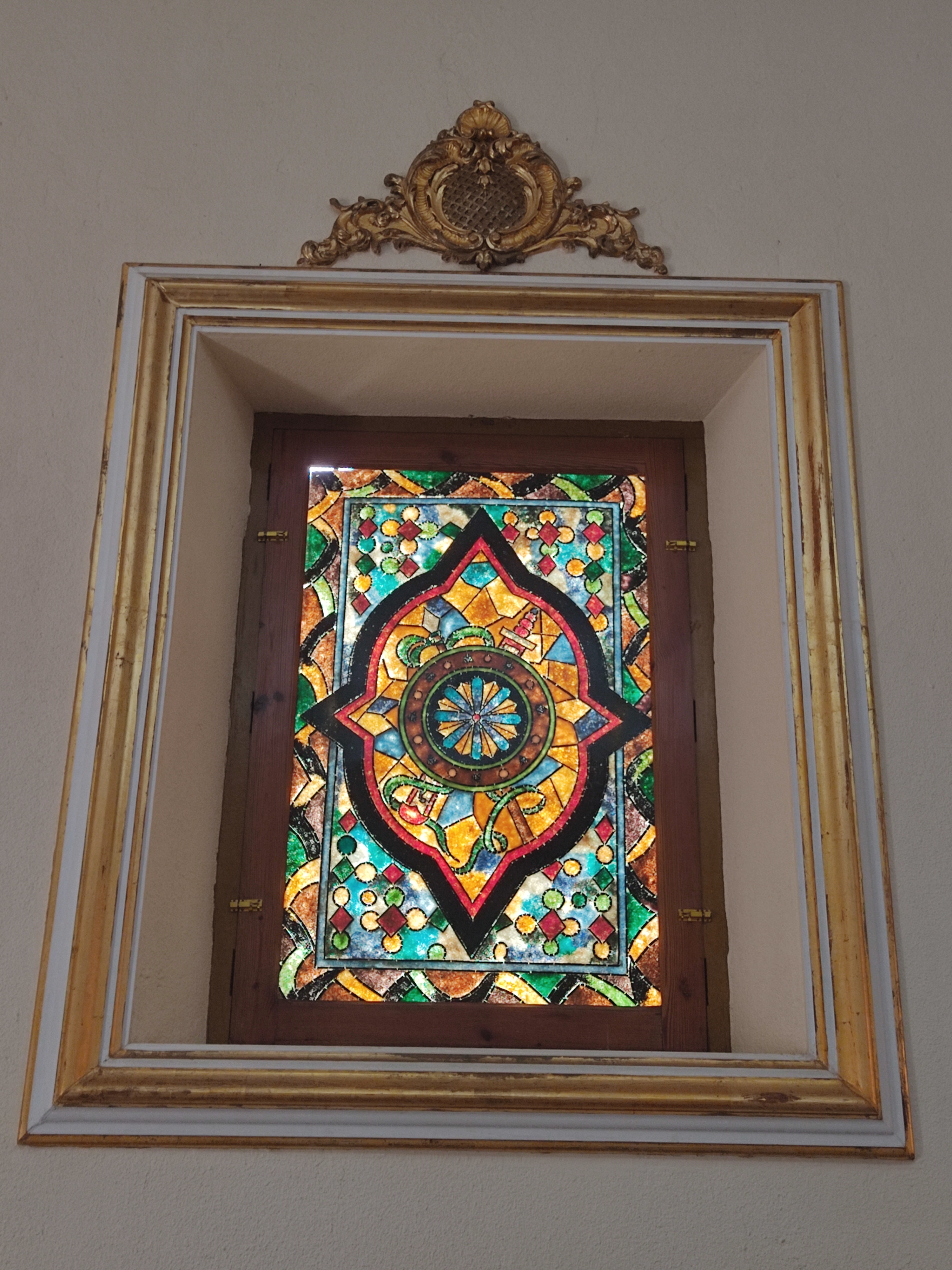

Compta amb una sola campaneta, que es creu és obra del fonedor Vicente Domingo Roses, feta en els anys 20 del segle xx, no es pot concretar més, ja que a la data de fosa li falta l'últim número.
Per altra banda, en la decoració a la part exterior, l’ermita compta amb quatre pilastres decoratives amb capitells d’ordre toscà i una voluta a les pilastres interiors, tot de color ocre. La porta té una línia que fa de marc mixtilini, igual que el marc de l’òcul. Entre el marc de la porta i de l’òcul hi ha una imatge commemorativa a Sant Sebastià feta amb taulell.
A l’interior, dalt de les finestres i de la porta d’entrada al sagrari hi ha una decoració feta probablement amb fusta i revestida amb daurat. Aquesta reprodueix part de l’escut dels Centelles, família noble i senyors del municipi i del castell. Se li afegeix una conxa a la part superior, que simbolitza el naixement i l’eternitat.

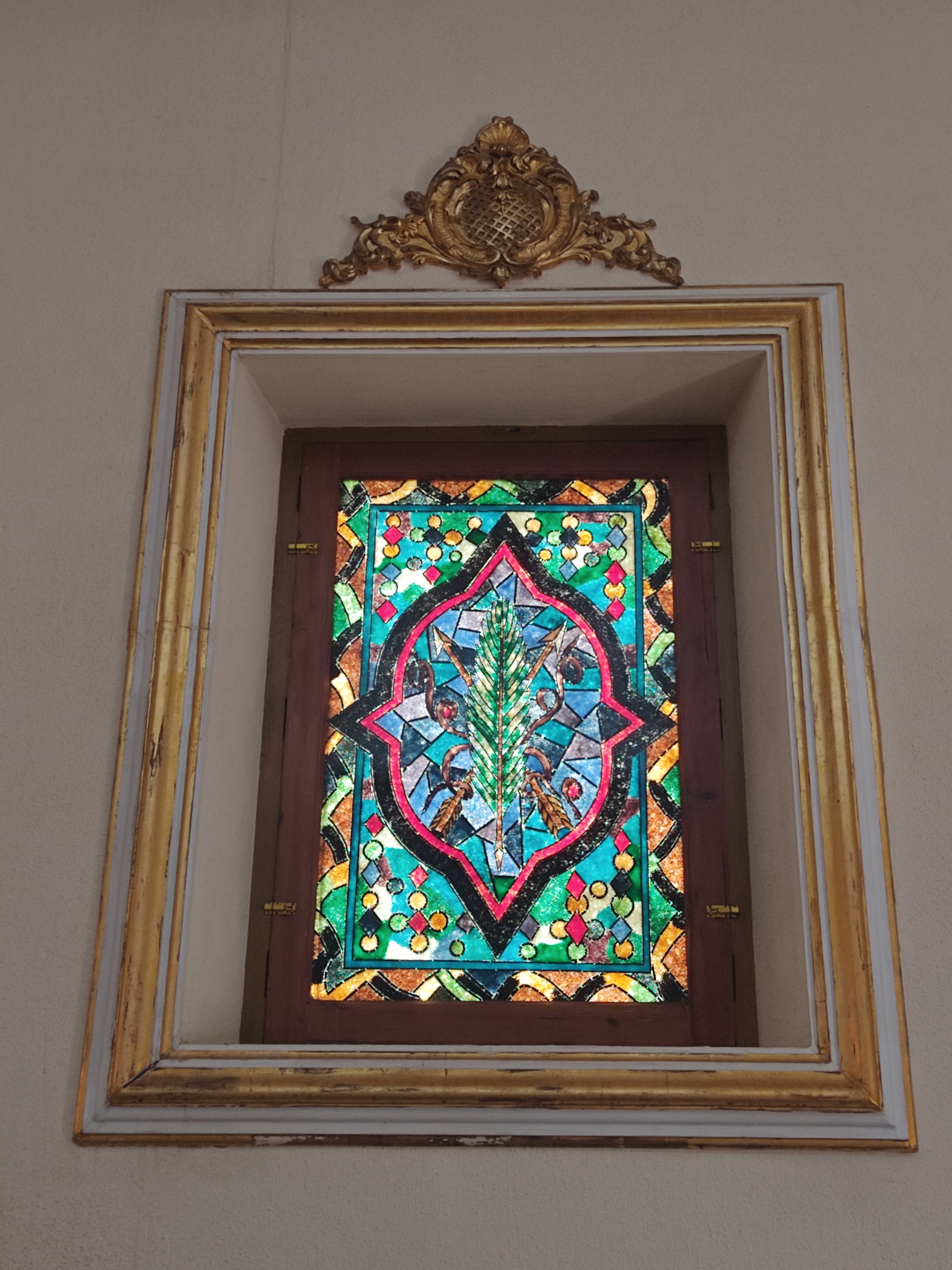

La finestra que està a la dreta, al mig representa una fulla d’espart, creuant per darrere seua dos fletxes, que simbolitza una part de l’escut de La Vilavella i l’ofici que tant s'ha treballat en aquest poble.
Està sobre un fons de colors blaus i verds. Està emmarcat per un cilindre amb línies roges i negres on tenen una punta en els quatre costats. A l’exterior hi ha una decoració de cercles i rombes de colors roig, groc, verd i blau sobre fons turquesa i blau, emmarcat per un rectangle color turquesa. La finestra de l’esquerra és igual, però canvia el dibuix. Esta vegada es representa un escut rodó on darrere se li creua una espasa enfundada i un destral amb la fulla verda i filactèries verdes.
L’escut té una estrella de huit puntes de color groc i groc fosc alternativament. Dalt de l’estrella hi ha una margarida amb pètals blaus i estigma roig. El fons de l’escut és negre. La línia circular més grossa és de color marró amb rodolins simulant la part exterior dels claus d’un color marró més fosc i l’estrella de David de color verd. Té dos línies circulars verdes a cada costat.